# Tatort: Bienzle und der Tod in der Markthalle
Bienzle und der Tod in der Markthalle ist eine Folge der Krimireihe Tatort. Die Erstausstrahlung des vom Südwestrundfunk unter der Regie von Arend Agthe produzierten Beitrags fand am 28. Mai 2006 im Ersten Deutschen Fernsehen statt. Es handelt sich um die 633. Episode der Filmreihe sowie die zweiundzwanzigste mit dem Stuttgarter Kommissar Ernst Bienzle.

## Handlung
Beim Rundgang in der denkmalgeschützten Stuttgarter Markthalle entdeckt ein Mitarbeiter des Wachdienstes den Händler Joseph Janicek erstochen und neben ihm liegend den 19-jährigen Sohn Geza, der geistig behindert ist und sich fest an seinen toten Vater schmiegt. Er hat die Tatwaffe in der Hand, und als Kommissar Bienzle ihn anspricht, meint der Junge: Ich bin schuld. Der Wachmann berichtet jedoch, dass jemand weggerannt sei, als er die Halle betreten hatte. Dennoch nimmt Bienzle Geza mit aufs Revier und kann den jungen Mann nur mühsam zu einer „Mitarbeit“ bewegen. In der Hoffnung, einen besseren Zugang zu Geza zu bekommen, nimmt Bienzle den Jungen bei sich auf.
Bienzle und Gächter konzentrieren sich zunächst auf Siegfried Körner, den Angestellten des Opfers. Er ist wegen Körperverletzung vorbestraft und fest entschlossen, den Stand seines Chefs zu übernehmen. Bienzle kommt so nach und nach dahinter, dass das Opfer nicht nur Wurst und Käse, sondern auch gestohlene Juwelen gehandelt hat. Sein Vermögen ist dabei auf insgesamt fünf Millionen Euro angewachsen, die nun sein Sohn erben wird.
Befragungen der Marktleute bringen zutage, dass das Opfer mit der Sekretärin des Marktleiters befreundet war. Als Milena Mechtel aus einem Kurzurlaub zurückkehrt, zeigt sie sich erschrocken über die eingetretenen Ereignisse. Nach ihrer eineinhalbjährigen Beziehung mit Janicek planten sie demnächst zu heiraten, da sie ein gemeinsames Kind erwarteten. Geza sollte dann in eine Art betreutes Wohnen wechseln. Bienzle hatte letztens schon bemerkt, dass Geza mit Frauen kein gutes Verhältnis hatte und sogar eifersüchtig reagierte, als Bienzle von seiner Freundin einen Kuss bekam. So provoziert er eine Situation, bei der Geza jähzornig wird und Bienzle so herausfindet, dass der Junge von Siegfried Körner erfahren hat, dass er ein Geschwisterchen bekommen würde. Vor Wut, seinen Vater nicht mehr für sich allein zu haben, hatte Geza nach dem Messer gegriffen und auf seinen Vater eingestochen.

## Hintergrund
Die Dreharbeiten zu Bienzle und der Tod in der Markthalle erfolgten vom 20. September bis zum 24. Oktober 2005 in Stuttgart und Baden-Baden.

## Rezeption

### Einschaltquoten
Bei der Erstausstrahlung am 28. Mai 2006 haben 6,50 Millionen Zuschauer die Sendung verfolgt, was einem Marktanteil von 18,7 Prozent entsprach.

### Kritik
Die Kritiker der Fernsehzeitschrift TV Spielfilm halten diesen Tatort für: „Langsam, aber klug, mit starker Auflösung.“